# Phelliactis pelophila
Phelliactis pelophila is een zeeanemonensoort uit de familie Hormathiidae.
Phelliactis pelophila is voor het eerst wetenschappelijk beschreven door Riemann-Zurneck in 1973.